# Méry-sur-Seine
Méry-sur-Seine ist eine französische Gemeinde mit 1.442 Einwohnern (Stand: 1. Januar 2022) im Département Aube in der Region Grand Est; sie gehört zum Arrondissement Nogent-sur-Seine und zum Kanton Creney-près-Troyes. Die Einwohner werden Méryciens genannt.

## Geographie
Méry-sur-Seine liegt etwa 28 Kilometer nordnordwestlich von Troyes an der Seine. Durch die Gemeinde führt auch der Canal de la Haute-Seine mit einem ausgebauten Hafen. Umgeben wird Méry-sur-Seine von den Nachbargemeinden Saint-Oulph im Norden und Nordwesten, Longueville-sur-Aube im Norden und Nordosten, Charny-le-Bachot im Nordosten, Droupt-Sainte-Marie im Osten und Südosten, Vallant-Saint-Georges im Süden, Mesgrigny im Südwesten sowie Châtres im Westen.

## Bevölkerungsentwicklung
| Jahr                       | 1962 | 1968 | 1975 | 1982 | 1990 | 1999 | 2006 | 2019 |
| Einwohner                  | 1135 | 1109 | 1174 | 1254 | 1302 | 1326 | 1394 | 1511 |
| Quellen: Cassini und INSEE |      |      |      |      |      |      |      |      |

## Persönlichkeiten
- Huon de Méry (Lebensdaten im 13. Jahrhundert), Trouvère
- Adolphe Pinard (1844–1934), Geburtshelfer
- Raymond Decary (1891–1973), Botaniker und Ethnologe